# Paraporpidia
Paraporpidia is een botanische naam voor een geslacht van korstmossen behorend tot de familie Lecideaceae. De typesoort is Paraporpidia aboriginum.

## Soorten
Het geslacht bestaat volgens Index Fungorum uit de volgende drie soorten (peildatum april 2022):
| Soortnaam               | Auteur(s)               | Publicatiejaar |
| ----------------------- | ----------------------- | -------------- |
| Paraporpidia aboriginum | Rambold                 | 1989           |
| Paraporpidia glauca     | (Taylor) Rambold        | 1989           |
| Paraporpidia leptocarpa | (Nyl.) Rambold & Hertel | 1989           |